# Aphanogmus nehbergi
Aphanogmus nehbergi (лат.) — вид наездников рода Aphanogmus из семейства Ceraphronidae. Встречается в Африке: Кения (Западная провинция, Kakamega Forest; 00°14′22.9 N, 34°51′21 E; 1594 м).

## Этимология
Этот вид назван в честь немецкого эксперта по выживанию и правозащитника Рюдигера Неберга (1935—2020), который был председателем организаций «Друзья людей, близких к природе» (Rettet die Naturvölker) и «Спасите тропический лес» (Rettet den Regenwald), а также выступал за защиту коренных народов и борьбу с калечащими операциями на женских половых органах.

## Описание
Тело очень мелкое (около 0,8 мм), коричневое. Усики самца 11-члениковые. От близких видов отличается следующими признаками: ноги светло-коричневые, кроме суставов, лапки и задние тазики светлее; скапус усиков длиннее, чем членики жгутика F1 и F2 вместе взятые. Гениталии самца: харпе пальцевидное апиковентрально при виде сбоку; индекс харпе/гвк 0. 47; вентромедиальные края харпе не касаются дистовентрального края гвк, вентромедиальный край харпе выпуклый в базальной половине, прямой в апикальной половине и апикальная часть расходится дистолатерально, вершина харпе округлая, ориентирована дистолатерально; вентральный край харпе слегка выпуклый в базальных трех четвертях, вогнутый в апикальной четверти, дорсальный край нечеткий в базальной части, вогнутый в средней части, прямой и ориентирован дистовентрально в апикальной части, латеральный край прямой в базальной половине, вогнутый в апикальной половине.